# Old Edwardians FC
Der Old Edwardians Football Club ist ein Fußballverein aus Freetown, der Hauptstadt des westafrikanischen Sierra Leone. Der Verein spielt in der höchsten Spielklasse, der Sierra Leone Premier League. 1990 (sowie vor Gründung der SLPL 1950, 1957 und 1968) waren die Old Edwardians Fußballmeister, 1984, 2001 und 2005 gewannen sie den Pokalwettbewerb.
Zu den bekanntesten (ehemaligen) Spielern gehören Mohamed Kallon, Moustapha Bangura und Alfred Sankoh.

## Erfolge
- Sierra-leonischer Meister: 1990

- Sierra-leonischer Pokalsieger: 1984, 2001, 2005